# Liste de séismes en Argentine
Voici une liste de séismes s'étant produits en Argentine. Celle-ci est classée en fonction de la date, de l'heure, de la magnitude (selon l'échelle de Richter), de l'intensité (selon l'échelle de Mercalli), de la position de l'épicentre et du nombre de morts.
|                                            | Date              | Heure         | Magnitude | Intensité | Épicentre                        | Profondeur | Morts  |
| ------------------------------------------ | ----------------- | ------------- | --------- | --------- | -------------------------------- | ---------- | ------ |
| Séisme de 1692 à Salta (en)                | 13 septembre 1692 | 11:00:00 a.m. | 7,0       | IX        | 25° 23′ 59″ S, 64° 47′ 59″ O     | 20         | 13     |
| Séisme de 1782 à Mendoza (en)              | 22 mai 1782       | 04:00:00 p.m. | 7,0       | VIII      | 33° 00′ 00″ S, 69° 12′ 00″ O     | 20         | -      |
| Séisme de 1817 à Santiago del Estero (en)  | 4 juillet 1817    | 05:30:00 p.m. | 7,0       | VIII      | 28° 00′ 00″ S, 64° 30′ 00″ O     | 20         | -      |
| Séisme de 1826 à Trancas (es)              | 19 janvier 1826   | 08:00:00 a.m. | 6,4       | VIII      | 26° 11′ 59″ S, 65° 15′ 00″ O     | 20         | 2      |
| Séisme de 1844 à Salta (en)                | 18 octobre 1844   | 11:00:00 p.m. | 6,5       | VII       | 24° 48′ 00″ S, 64° 42′ 00″ O     | 20         | -      |
| Séisme de 1861 à Mendoza (en)              | 20 mars 1861      | 11:00:00 p.m. | 7,0       | IX        | 32° 53′ 59″ S, 68° 54′ 00″ O     | 20         | 4.247  |
| Séisme de 1863 à Jujuy (en)                | 14 janvier 1863   | 11:00:00 a.m. | 6,4       | VIII      | 23° 36′ 00″ S, 65° 00′ 00″ O     | 20         | -      |
| Séisme de 1871 à Orán (en)                 | 9 octobre 1871    | 02:15:00 a.m. | 6,4       | VIII      | 23° 06′ 00″ S, 64° 17′ 59″ O     | 20         | 20     |
| Séisme de 1874 à Orán (es)                 | 6 juillet 1874    | 07:00:00 p.m. | 6,0       | VII       | 23° 00′ 00″ S, 64° 12′ 00″ O     | 20         | -      |
| Séisme de 1880 à Tunuyan                   | 19 août 1880      | 09:30:00 p.m. | 5,5       | VI        | 32° 53′ 59″ S, 68° 54′ 00″ O     | 20         | 1      |
| Séisme de 1888 à Río de la Plata (en)      | 5 juin 1888       | 03:20:00 a.m. | 5,5       | VI        | 34° 36′ 00″ S, 57° 53′ 59″ O     | 20         | -      |
| Séisme de 1892 à Recreo (en)               | 21 mars 1892      | 01:45:00 a.m. | 6,0       | VII       | 29° 30′ 00″ S, 65° 00′ 00″ O     | 20         | -      |
| Séisme de 1894 à San Juan (en)             | 27 octobre 1894   | 07:30:00 p.m. | 8,0       | IX        | 29° 48′ 00″ S, 69° 00′ 00″ O     | 20         | 58     |
| Séisme de 1898 à Catamarca (es)            | 5 février 1898    | 12:57:00 a.m. | 6,4       | VIII      | 28° 26′ 59″ S, 66° 09′ 00″ O     | 20         | -      |
| Séisme de 1899 à Yacuiba (es)              | 23 mars 1899      | 08:00:00 a.m. | 6,4       | VIII      | 22° 06′ 00″ S, 63° 47′ 59″ O     | 20         | 3      |
| Séisme de 1899 à La Rioja (es)             | 12 avril 1899     | 04:10:00 p.m. | 6,4       | VIII      | 28° 38′ 59″ S, 68° 24′ 00″ O     | 20         | 11     |
| Séisme de 1903 à Mendoza (es)              | 12 août 1903      | 11:00:00 p.m. | 6,0       | VII       | 32° 06′ 00″ S, 69° 05′ 59″ O     | 45         | 7      |
| Séisme de 1906 à Tafí del Valle            | 17 novembre 1906  | 04:30:00 p.m. | 6,0       | VII       | 26° 45′ 00″ S, 65° 42′ 00″ O     | 20         | -      |
| Séisme de 1907 à Tucumán (es)              | 11 août 1907      | 01:15:00 a.m. | 5,5       | VI        | 27° 11′ 59″ S, 65° 30′ 00″ O     | 20         | -      |
| Séisme de 1908 à Salta (es)                | 5 février 1908    | 08:50:00 p.m. | 6,0       | VII       | 25° 11′ 59″ S, 64° 42′ 00″ O     | 20         | -      |
| Séisme de 1908 à Cruz del Eje (es)         | 22 septembre 1908 | 05:00:00 p.m. | 6,5       | VII       | 30° 30′ 00″ S, 64° 30′ 00″ O     | 60         | -      |
| Séisme de 1913 à Tucumán (es)              | 6 novembre 1913   | 04:45:00 p.m. | 5,5       | VI        | 26° 48′ 00″ S, 65° 05′ 59″ O     | 20         | -      |
| Séisme de 1917 à Mendoza (en)              | 27 juillet 1917   | 02:51:40 a.m. | 6,5       | VII       | 32° 17′ 59″ S, 68° 54′ 00″ O     | 30         | 2      |
| Séisme de 1920 à Mendoza (es)              | 17 décembre 1920  | 06:59:49 p.m. | 6,0       | VIII      | 32° 42′ 00″ S, 68° 24′ 00″ O     | 25         | 250    |
| Séisme de 1927 à Mendoza (en)              | 14 avril 1927     | 06:23:28 a.m. | 7,1       | VIII      | 32° 00′ 00″ S, 69° 30′ 00″ O     | 70         | 2      |
| Séisme de 1929 à Mendoza                   | 23 mai 1929       | 05:04:00 a.m. | 5,7       | VI        | 32° 53′ 59″ S, 68° 54′ 00″ O     | 20         | -      |
| Séisme de 1929 dans le sud de Mendoza (es) | 30 mai 1929       | 09:43:24 a.m. | 6,8       | VIII      | 35° 00′ 00″ S, 68° 00′ 00″ O     | 25         | 40     |
| Séisme de 1930 à La Poma (es)              | 24 décembre 1930  | 06:02:50 a.m. | 6,0       | VIII      | 24° 41′ 59″ S, 66° 17′ 59″ O     | 20         | 33     |
| Séisme de 1931 à El Naranjo                | 3 avril 1931      | 03:19:06 a.m. | 6,3       | VII       | 27° 00′ 00″ S, 65° 00′ 00″ O     | 110        | -      |
| Séisme de 1933 à Tucumán                   | 12 février 1933   | 04:05:00 a.m. | 5,5       | VI        | 26° 36′ 00″ S, 65° 20′ 59″ O     | 20         | -      |
| Séisme de 1934 à Sampacho (es)             | 11 juin 1934      | 03:07:09 a.m. | 6,0       | VIII      | 33° 30′ 00″ S, 64° 30′ 00″ O     | 20         | -      |
| Séisme de 1936 à San Luis (es)             | 22 mai 1936       | 12:15:58 a.m. | 6,0       | VIII      | 32° 00′ 00″ S, 66° 00′ 00″ O     | 25         | -      |
| Séisme de 1941 à San Juan (es)             | 3 juillet 1941    | 07:11:43 a.m. | 6,2       | VII       | 31° 48′ 00″ S, 67° 47′ 59″ O     | 12         | 2      |
| Séisme de 1944 à San Juan                  | 15 janvier 1944   | 11:49:27 p.m. | 7,4       | IX        | 31° 23′ 59″ S, 68° 24′ 00″ O     | 20         | 10.000 |
| Séisme de 1947 à Córdoba (es)              | 16 janvier 1947   | 02:37:40 a.m. | 5,5       | VII       | 31° 06′ 00″ S, 64° 30′ 00″ O     | 30         | -      |
| Séisme de 1948 à Corrientes                | 21 janvier 1948   | 04:47:40 p.m. | 5,5       | VI        | 30° 30′ 00″ S, 58° 00′ 00″ O     | 20         | -      |
| Séisme de 1948 à Salta (es)                | 25 août 1948      | 06:09:23 a.m. | 7,0       | IX        | 24° 53′ 59″ S, 64° 47′ 59″ O     | 30         | 2      |
| Séisme de 1949 en Terre de Feu             | 17 décembre 1949  | 06:53:30 a.m. | 7,8       | VIII      | 54° 00′ 00″ S, 68° 46′ 11″ O     | 20         | 1      |
| Séisme de 1952 à San Juan (es)             | 11 juin 1952      | 12:31:37 a.m. | 7,0       | VIII      | 31° 36′ 00″ S, 68° 35′ 59″ O     | 20         | 2      |
| Séisme de 1955 à Villa Giardino (es)       | 28 mars 1955      | 06:20:41 a.m. | 6,9       | VI        | 30° 48′ 00″ S, 45° 42′ 00″ O     | 15         | -      |
| Séisme de 1957 à Villa Castelli            | 24 octobre 1957   | 08:07:21 p.m. | 6,0       | VII       | 28° 53′ 59″ S, 68° 00′ 00″ O     | 23         | -      |
| Séisme de 1959 à San Andrés                | 12 mai 1959       | 09:46:55 a.m. | 6,8       | VIII      | 23° 10′ 47″ S, 64° 39′ 00″ O     | 60         | -      |
| Séisme de 1966 à Belén                     | 21 octobre 1966   | 12:39:39 p.m. | 5,0       | VII       | 27° 43′ 11″ S, 62° 20′ 24″ O     | 30         | -      |
| Séisme de 1966 à Tartagal                  | 30 octobre 1966   | 05:43:52 a.m. | 4,8       | VI        | 22° 25′ 12″ S, 63° 53′ 59″ O     | 12         | -      |
| Séisme de 1966 à San Juan                  | 10 novembre 1966  | 03:02:32 a.m. | 5,9       | VI        | 31° 56′ 59″ S, 68° 24′ 00″ O     | 70         | -      |
| Séisme de 1967 à Mendoza                   | 25 avril 1967     | 10:36:15 a.m. | 5,4       | VI        | 32° 43′ 11″ S, 69° 10′ 12″ O     | 28         | -      |
| Séisme de 1968 à Chaco                     | 15 octobre 1968   | 07:54:20 p.m. | 5,0       | VI        | 26° 52′ 12″ S, 60° 52′ 48″ O     | 45         | -      |
| Séisme de 1972 à San Juan                  | 26 septembre 1972 | 09:05:43 p.m. | 5,8       | VI        | 30° 53′ 59″ S, 68° 12′ 35″ O     | 10         | -      |
| Séisme de 1973 à Catamarca                 | 3 novembre 1973   | 02:17:38 p.m. | 5,8       | VI        | 25° 58′ 48″ S, 67° 42′ 35″ O     | 17         | -      |
| Séisme de 1973 à Salta (en)                | 19 novembre 1973  | 11:19:32 a.m. | 5,9       | VII       | 24° 34′ 12″ S, 64° 34′ 47″ O     | 12         | -      |
| Séisme de 1974 à Orán                      | 17 août 1974      | 10:08:46 p.m. | 5,0       | VII       | 23° 18′ 00″ S, 64° 24′ 00″ O     | 19         | -      |
| Séisme de 1977 à La Rioja                  | 7 juin 1977       | 01:31:23 p.m. | 5,1       | VII       | 29° 44′ 23″ S, 67° 47′ 59″ O     | 63         | -      |
| Séisme de 1977 à San Juan (en)             | 23 novembre 1977  | 09:26:23 a.m. | 7,4       | IX        | 31° 02′ 23″ S, 67° 45′ 36″ O     | 11         | 65     |
| Séisme de 1977 à San Juan (réplique)       | 6 décembre 1977   | 05:05:06 p.m. | 5,9       | VI        | 31° 13′ 48″ S, 67° 54′ 00″ O     | 13         | -      |
| Séisme de 1978 à San Juan (réplique)       | 17 janvier 1978   | 11:33:14 a.m. | 5,7       | VI        | 31° 15′ 00″ S, 67° 59′ 23″ O     | 12         | -      |
| Séisme de 1981 à Tucumán                   | 9 mai 1981        | 09:50:39 a.m. | 5,0       | VI        | 26° 34′ 12″ S, 64° 53′ 24″ O     | 23         | -      |
| Séisme de 1985 à Mendoza (en)              | 26 janvier 1985   | 03:07:00 a.m. | 5,9       | VIII      | 33° 07′ 11″ S, 68° 49′ 11″ O     | 7          | 6      |
| Séisme de 1992 à Timbo Viejo               | 29 février 1992   | 04:17:19 p.m. | 5,2       | VI        | 26° 40′ 47″ S, 64° 55′ 48″ O     | 14         | -      |
| Séisme de 1993 à San Juan                  | 8 juin 1993       | 11:17:41 p.m. | 6,5       | VI        | 31° 33′ 35″ S, 69° 13′ 48″ O     | 70         | -      |
| Séisme de 1993 à San Juan                  | 30 octobre 1993   | 05:59:02 p.m. | 5,9       | VI        | 31° 41′ 59″ S, 68° 13′ 48″ O     | 66         | -      |
| Séisme de 1993 à San Francisco             | 17 décembre 1993  | 05:30:26 a.m. | 4,3       | VI        | 23° 33′ 35″ S, 65° 00′ 36″ O     | 37         | -      |
| Séisme de 1997 à Santiago del Estero (es)  | 17 juin 1997      | 07:15:00 p.m. | 5,5       | VI        |                                  |            | -      |
| Séisme de 2002 à La Rioja (es)             | 28 mai 2002       |               | 6,0       | VIII      |                                  |            | -      |
| Séisme de 2004 à Catamarca (es)            | 7 septembre 2004  | 08:53:00 a.m. | 6,4       | VII       |                                  | 35         | 1      |
| Séisme de 2006 à Mendoza (en)              | 5 août 2006       | 11:03:00 a.m. | 5,7       | V-VI      | 33° 13′ S, 68° 57′ O             | 20         | -      |
| Séisme de 2009 à Jujuy                     | 6 novembre 2009   | 05:49:00 a.m. | 5,5       | V-VI      | 23° 30′ 21″ S, 64° 33′ 43″ O     | 9          | -      |
| Séisme de 2009 à Ituzaingó (es)            | 10 novembre 2009  | 02:40:00 p.m. | 3,5       | III       | 27° 18′ 00″ S, 56° 42′ 50,4″ O   | 9          | -      |
| Séisme de 2009 à Córdoba                   | 25 décembre 2009  | 09:42:00 p.m. | 4,0       | III       |                                  | 16         | -      |
| Séisme de 2010 à Ushuaia                   | 17 janvier 2010   | 08:00:00 a.m. | 6,5       | VII       | 58° 05′ 49″ S, 66° 39′ 04″ O     | 16         | -      |
| Séisme de 2010 à San Juan                  | 18 janvier 2010   | 09:28:00 a.m. | 5,5       | IV-V      |                                  | 70         | -      |
| Séisme de 2010 à Tucumán                   | 19 janvier 2010   | 02:28:00 p.m. | 5,4       | VII       |                                  | 16         | -      |
| Séisme de 2010 à Salta                     | 27 février 2010   | 12:45:00 a.m. | 6,1       | VI        | 24° 35′ 16,8″ S, 65° 25′ 55,2″ O | 24         | 2      |
| Séisme de 2011 à Santiago del Estero       | 1er janvier 2011  |               | 7,0       | VII       | 26° 45′ 29″ S, 63° 06′ 11″ O     | 562        | -      |
| Séisme de 2011 à Santiago del Estero       | 21 février 2011   |               | 5,9       | V         |                                  | 27         | -      |
| Séisme de 2011 à Santiago del Estero       | 2 septembre 2011  |               | 6,9       | III       |                                  | 635        | -      |